# 前嶋昭人
前嶋 昭人（まえじま あきひと、1959年 - ）は、日本の漫画家、イラストレーター。主に児童書の分野で活躍している。漫画家としての代表作に『ハニ太郎です。』シリーズ（1997年にテレビアニメ化）、主な挿絵の担当作品として、『地獄堂霊界通信』シリーズ（香月日輪作、講談社版は担当せず）、『学校の怪談』シリーズがある。
本名はまえ『し』ま。

## 人物
鳥取県出身。東京デザイナー学院で商業デザインを学んだ。
主にポプラ社より著作、挿絵担当作品が出版されることが多い。

## 作品リスト

### 漫画
- ハニ太郎です。シリーズ全14巻
- 中田さんちの田中くん　全2巻
- パンギンちゃん 全3巻

### 挿絵
- パパにあいたい日もあるさ （1992年、もとやまゆうほ）
- ぶっとびサスケと怪盗ステントマン（1993年、馬里邑れい）
- チャリンコ・ライダー（1998年、浅野竜）
- 大人にはないしょだよシリーズ
- 小学生の暗号事典（1994年、稲村 八大）
- 知ってトクする小学生の常識　WARUGAKI手帳（1995年、稲村 八大）